# سوزان مولر أوكين
سوزان مولر أوكين (19 يوليو 1946 - 3 مارس 2004) كانت فيلسوفة وكاتبة سياسية نسوية ليبرالية.

## حياتها
ولدت أوكين في عام 1946 في أوكلاند، نيوزيلندا. التحقت بمدرسة ريمويرا الابتدائية ومدرسة ريمويرا المتوسطة ومدرسة إبسوم الثانوية للبنات، حيث كانت دوكس في عام 1963.
حصلت على درجة البكالوريوس من جامعة أوكلاند في عام 1966، ودرجة الماجستير في الفلسفة من كلية سومرفل، أكسفورد في عام 1970 والدكتوراه من جامعة هارفارد في عام 1975.
درّست في جامعة أوكلاند، وفاسار، وبرانديز، وهارفارد قبل أن تنضم إلى كلية ستانفورد.
أصبحت أوكين أستاذة مارتا ساتون ويكس للأخلاقيات في المجتمع في جامعة ستانفورد في عام 1990.
شغلت أوكين منصب أستاذ زائر في معهد رادكليف للدراسات المتقدمة في جامعة هارفارد وقت وفاتها في عام 2004.
عُثر على أوكين ميتة في منزلها في لينكولن، ماساتشوستس في 3 مارس عام 2004. كانت في عمر السابعة والخمسين ولا يزال سبب الوفاة مجهولًا، لكن تعتقد السلطات أن سبب الوفاة ليس مدبرًا.

## عملها
أوكين، مثل العديد من النسويات الليبراليات في عصرها، سلطت الضوء على الطرق العديدة التي يؤدي بها التمييز القائم على الجنس إلى هزيمة تطلعات النساء. دافعت أوكين عن الإصلاحات التي تهدف إلى جعل المساواة الاجتماعية والسياسية حقيقة واقعة بالنسبة للمرأة.
في عام 1979 نشرت كتاب نساء في الفكر السياسي الغربي، حيث قدمت تفاصيل عن تاريخ آراء النساء في الفلسفة السياسية الغربية.
كتابها عام 1989 العدل، والجنس، والأسرة هو نقد لنظريات العدالة الحديثة. وتشمل هذه النظريات ليبرالية جون راولز، وتحررية روبرت نوزيك، والفكر الجماعي لألسدير ماكنتايرو مايكل والزر. بالنسبة للعمل الرئيسي لكل منظّر، جادلت أوكين بأن الافتراض التأسيسي غير صحيح بسبب الإدراك الخاطئ للجنس أو العلاقات الأسرية. على نطاق أوسع، وفقًا لأوكين، يكتب هؤلاء المنظرون من منظور ذكوري يفترض خطًا أن مؤسسة الأسرة عادلة. وهي تعتقد أن الأسرة تديم عدم المساواة بين الجنسين في المجتمع، لا سيما لأن الأطفال يكتسبون قيمهم وأفكارهم في بيئة الأسرة المتحيزة جنسيًا، ثم يكبرون لسن هذه الأفكار كبالغين. إذا كانت نظرية العدالة ستكتمل، تؤكد أوكين أنها يجب أن تشمل النساء ويجب أن تعالج أوجه عدم المساواة بين الجنسين التي تعتقد أنها منتشرة في عائلات العصر الحديث.
تناقش أوكين نهجين متعارضين للنسوية لإنهاء التمييز القانوني القائم على الجنس ضد المرأة في مقالها عام 1991 الاختلاف الجنس، والنسوية، والقانون. وتقول إن دراسة التاريخ والتشعبات الحالية للتمييز القائم على الجنس، ومناقشة أفضل طريقة لإنهاء عدم المساواة بين الجنسين، كانت موضوعات بارزة في ذلك العقد من النظرية القانونية النسوية. عارضت أوكين كتاب ويندي كامينر الحرية المخيفة الذي يناصر نهج التساوي في الحقوق ويدعم القوانين المحايدة بين الجنسين والمساواة، ويعارض بإعطاء النساء معاملة خاصة. يجادل كتاب العدل والجنس لديبورا رود، بأن نهج المساواة في الحقوق غير كافٍ للتعويض عن التمييز السابق ضد المرأة. من وجهة نظر أوكين، فإن الفشل في معالجة ما إذا كانت الاختلافات بين الرجل والمرأة قد تأسست في علم الأحياء أو الثقافة هو عيب في كلا الحجتين. ويختتم المقال بدعوة النسويات على كلا الجانبين للتوقف عن القتال ضد بعضهن البعض، والعمل معًا لتحسين الأوضاع المحرومة للعديد من النساء في ذلك الوقت.
في عام 1993 مع جين مانسبريدج، لخصت الكثير من أعمالها الخاصة وأعمال الآخرين في مقال عن «الحركة النسائية»، في كتاب روبرت غودين وفيليب بيتي، رفيق للفلسفة السياسية المعاصرة، 269-290، (أكسفورد: بلاكويل، 1993)، وفي العام التالي، أيضًا مع مانسبريدج، نشرت مجموعة من مجلدين، بعنوان النسوية (مدارس الفكر في السياسة).
في مقالها عام 1999، الذي وُسغ لاحقًا إلى مختارات، هل التعددية الثقافية ضارة بالمرأة؟ تجادل أوكين أن الاهتمام بالحفاظ على التنوع الثقافي لا ينبغي أن يطغى على الطبيعة التمييزية لأدوار الجنسين في العديد من ثقافات الأقليات التقليدية، وأنه، على الأقل، لا ينبغي استخدام «الثقافة» كذريعة لدحر حركة حقوق المرأة.